# Central London Railway
Pour les articles homonymes, voir CLR.

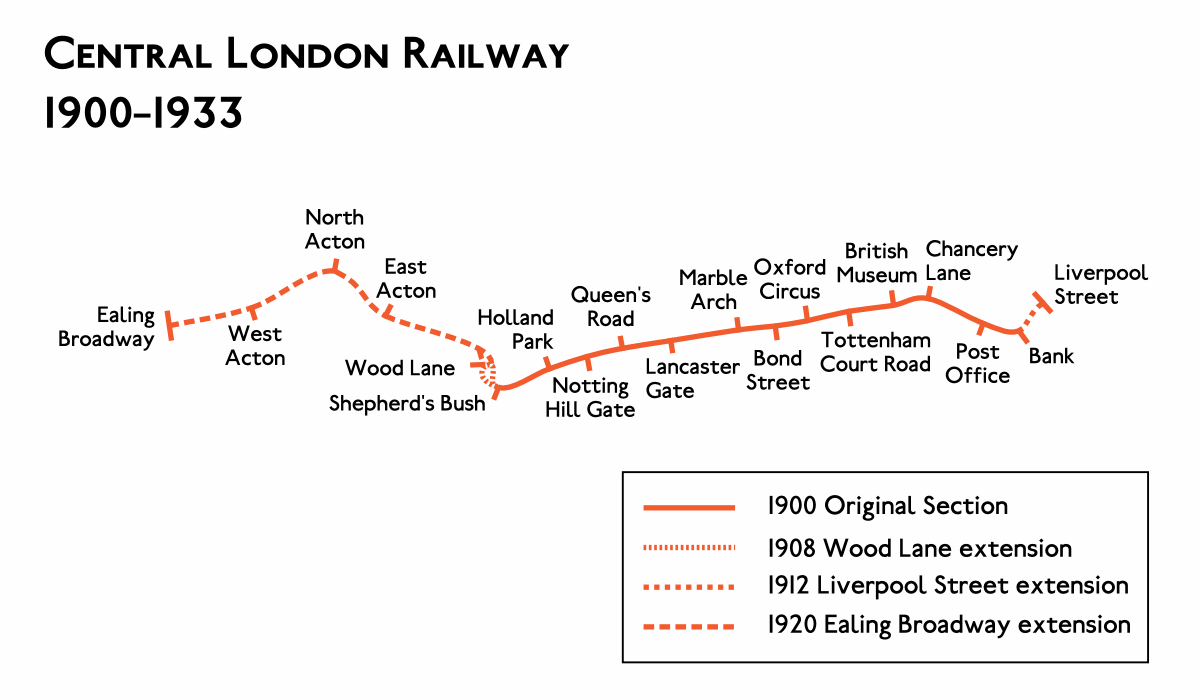
Plan de la ligne de métro Central London Railway et de ses différentes extensions

La Central London Railway (CLR), également connue sous le nom de Twopenny Tube, est une ligne historique du métro de Londres et le nom de la société qui l'a construite à partir de 1896 et exploitée jusqu'en 1933. La ligne fait aujourd'hui partie intégrante du réseau métropolitain londonien et la société a disparu lorsque la ligne est passée sous responsabilité publique. Le financement de la construction de la ligne, obtenu en 1895, a été possible par l'association de différents hommes d'affaires dont Ernest Cassel, Henry Oppenheim, Darius Ogden Mills, et des membres de la famille Rothschild. Les travaux ont débuté en 1896 et se sont achevés en 1900.
Lors de sa mise en service en 1900, la CLR dessert 13 stations. La ligne, entièrement souterraine, est composée de deux tunnels d'une distance de 9,14 kilomètres de long entre ses deux terminus, la station Shepherd's Bush à l'ouest et la station Bank of England à l'est. La ligne dispose d'un dépôt et d'une centrale électrique au nord de son terminus ouest.

## Matériel roulant
Les trains étaient d'abord composés d'une locomotive et six voitures. Les 28 locomotives furent construites par General Electric, les 168 voitures par Ashbury Railway Carriage and Iron Company Ltd et Brush Traction. En 1903 les locomotives lourdes et mal suspendues furent remplacés par des voitures moteurs dont 40 sont construites par Birmingham Railway Carriage & Wagon Company et 28 par Metropolitan Cammel Carriage & Wagon Company. Six voitures supplémentaires furent délivrées de Birmingham en 1904, et 66 voitures équipés d'une cabine de conduite. Les voitures furent équipés des portes pneumatiques entre 1925 et 1928, et tous trains de ce type sont retirés en 1939 et remplacés par des trains du type standard, construites entre 1923 et 1934.

## Traduction
- (en) Cet article est partiellement ou en totalité issu de l’article de Wikipédia en anglais intitulé « Central London Railway » (voir la liste des auteurs).